# Wereldkampioenschappen beachvolleybal 2017 (vrouwen)
Het vrouwentoernooi tijdens de wereldkampioenschappen beachvolleybal 2017 werd van 28 juli tot en met 5 augustus 2017 gehouden in Wenen. Het Duitse duo Laura Ludwig en Kira Walkenhorst won de gouden medaille door in de finale het Amerikaanse duo April Ross en Lauren Fendrick te verslaan. Het brons ging naar het Braziliaanse koppel Larissa França en Talita Antunes da Rocha.

## Groepsfase
|  | Direct naar laatste 32                      |
|  | Als vier beste nummers drie naar laatste 32 |
|  | Als winnaars tussenronde naar laatste 32    |

### Groep A
| # | Ploeg               | Punten | Wedstrijden | Wedstrijden | Spelpunten | Spelpunten | Spelpunten | Sets | Sets | Sets  |
| # | Ploeg               | Punten | W           | V           | W          | V          | Ratio      | W    | V    | Ratio |
| - | ------------------- | ------ | ----------- | ----------- | ---------- | ---------- | ---------- | ---- | ---- | ----- |
| 1 | Larissa / Talita    | 6      | 3           | 0           | 139        | 98         | 1,418      | 6    | 1    | 6,000 |
| 2 | Day / Branagh       | 5      | 2           | 1           | 113        | 112        | 1,009      | 4    | 2    | 2,000 |
| 3 | Bieneck / Schneider | 4      | 1           | 2           | 116        | 121        | 0,959      | 2    | 4    | 0,500 |
| 4 | Strauss / Holzer    | 3      | 0           | 3           | 102        | 139        | 0,734      | 1    | 6    | 0,167 |

| Datum      |                     | Score |                     | Set 1   | Set 2   | Set 3  |
| ---------- | ------------------- | ----- | ------------------- | ------- | ------- | ------ |
| 29 juli    | Bieneck / Schneider | 0 – 2 | Day / Branagh       | 16 – 21 | 24 – 26 |        |
| 29 juli    | Larissa / Talita    | 2 – 1 | Strauss / Holzer    | 21 – 11 | 19 – 21 | 15 – 8 |
| 30 juli    | Bieneck / Schneider | 2 – 0 | Strauss / Holzer    | 21 – 19 | 21 – 13 |        |
| 30 juli    | Larissa / Talita    | 2 – 0 | Day / Branagh       | 21 – 15 | 21 – 9  |        |
| 1 augustus | Larissa / Talita    | 2 – 0 | Bieneck / Schneider | 21 – 16 | 21 – 18 |        |
| 1 augustus | Day / Branagh       | 2 – 0 | Strauss / Holzer    | 21 – 19 | 21 – 11 |        |

### Groep B
| # | Ploeg            | Punten | Wedstrijden | Wedstrijden | Spelpunten | Spelpunten | Spelpunten | Sets | Sets | Sets  |
| # | Ploeg            | Punten | W           | V           | W          | V          | Ratio      | W    | V    | Ratio |
| - | ---------------- | ------ | ----------- | ----------- | ---------- | ---------- | ---------- | ---- | ---- | ----- |
| 1 | Laboureur / Sude | 6      | 3           | 0           | 126        | 91         | 1,385      | 6    | 0    | MAX   |
| 2 | Elsa / Amaranta  | 5      | 2           | 1           | 117        | 105        | 1,114      | 4    | 2    | 2,000 |
| 3 | Lidy / Leila     | 4      | 1           | 2           | 104        | 114        | 0,912      | 2    | 4    | 0,500 |
| 4 | Andrea / Gorda   | 3      | 0           | 3           | 89         | 126        | 0,706      | 0    | 6    | 0,000 |

| Datum      |                  | Score |                 | Set 1   | Set 2   | Set 3 |
| ---------- | ---------------- | ----- | --------------- | ------- | ------- | ----- |
| 29 juli    | Laboureur / Sude | 2 – 0 | Andrea / Gorda  | 21 – 14 | 21 – 14 |       |
| 29 juli    | Elsa / Amaranta  | 2 – 0 | Lily / Leila    | 21 – 15 | 21 – 17 |       |
| 30 juli    | Laboureur / Sude | 2 – 0 | Lily / Leila    | 21 – 16 | 21 – 14 |       |
| 30 juli    | Elsa / Amaranta  | 2 – 0 | Andrea / Gorda  | 21 – 14 | 21 – 17 |       |
| 1 augustus | Laboureur / Sude | 2 – 0 | Elsa / Amaranta | 21 – 17 | 21 – 16 |       |
| 1 augustus | Lily / Leila     | 2 – 0 | Andrea / Gorda  | 21 – 16 | 21 – 14 |       |

### Groep C
| # | Ploeg                  | Punten | Wedstrijden | Wedstrijden | Spelpunten | Spelpunten | Spelpunten | Sets | Sets | Sets  |
| # | Ploeg                  | Punten | W           | V           | W          | V          | Ratio      | W    | V    | Ratio |
| - | ---------------------- | ------ | ----------- | ----------- | ---------- | ---------- | ---------- | ---- | ---- | ----- |
| 1 | Meppelink / van Gestel | 5      | 2           | 1           | 120        | 88         | 1,364      | 4    | 2    | 2,000 |
| 2 | Gordon / Saxton        | 5      | 2           | 1           | 137        | 112        | 1,223      | 5    | 2    | 2,500 |
| 3 | Agatha / Duda          | 5      | 2           | 1           | 133        | 110        | 1,209      | 4    | 3    | 1,333 |
| 4 | Gaudencia / Too        | 3      | 0           | 3           | 46         | 126        | 0,365      | 0    | 6    | 0,000 |

| Datum      |                        | Score |                        | Set 1   | Set 2   | Set 3  |
| ---------- | ---------------------- | ----- | ---------------------- | ------- | ------- | ------ |
| 29 juli    | Agatha / Duda          | 2 – 0 | Gaudencia / Too        | 21 – 7  | 21 – 8  |        |
| 29 juli    | Meppelink / van Gestel | 0 – 2 | Gordon / Saxton        | 19 – 21 | 17 – 21 |        |
| 30 juli    | Agatha / Duda          | 2 – 1 | Gordon / Saxton        | 27 – 25 | 15 – 21 | 15 – 7 |
| 30 juli    | Meppelink / van Gestel | 2 – 0 | Gaudencia / Too        | 21 – 5  | 21 – 7  |        |
| 1 augustus | Agatha / Duda          | 0 – 2 | Meppelink / van Gestel | 19 – 21 | 15 – 21 |        |
| 1 augustus | Gordon / Saxton        | 2 – 0 | Gaudencia / Too        | 21 – 9  | 21 – 10 |        |

### Groep D
| # | Ploeg                | Punten | Wedstrijden | Wedstrijden | Spelpunten | Spelpunten | Spelpunten | Sets | Sets | Sets  |
| # | Ploeg                | Punten | W           | V           | W          | V          | Ratio      | W    | V    | Ratio |
| - | -------------------- | ------ | ----------- | ----------- | ---------- | ---------- | ---------- | ---- | ---- | ----- |
| 1 | Ludwig / Walkenhorst | 6      | 3           | 0           | 137        | 107        | 1,280      | 6    | 1    | 6,000 |
| 2 | Borger / Kozuch      | 5      | 2           | 1           | 121        | 96         | 1,260      | 4    | 2    | 2,000 |
| 3 | Glenzke / Großner    | 4      | 1           | 2           | 123        | 116        | 1,060      | 3    | 4    | 0,750 |
| 4 | Mahassine / Zeroual  | 3      | 0           | 3           | 64         | 126        | 0,508      | 0    | 6    | 0,000 |

| Datum   |                      | Score |                     | Set 1   | Set 2   | Set 3   |
| ------- | -------------------- | ----- | ------------------- | ------- | ------- | ------- |
| 28 juli | Borger / Kozuch      | 2 – 0 | Glenzke / Großner   | 21 – 16 | 21 – 17 |         |
| 28 juli | Ludwig / Walkenhorst | 2 – 0 | Mahassine / Zeroual | 21 – 10 | 21 – 12 |         |
| 29 juli | Ludwig / Walkenhorst | 2 – 1 | Glenzke / Großner   | 17 – 21 | 21 – 15 | 15 – 12 |
| 29 juli | Borger / Kozuch      | 2 – 0 | Mahassine / Zeroual | 21 – 10 | 21 – 11 |         |
| 31 juli | Ludwig / Walkenhorst | 2 – 0 | Borger / Kozuch     | 21 – 19 | 21 – 18 |         |
| 31 juli | Glenzke / Großner    | 2 – 0 | Mahassine / Zeroual | 21 – 12 | 21 – 9  |         |

### Groep E
| # | Ploeg                  | Punten | Wedstrijden | Wedstrijden | Spelpunten | Spelpunten | Spelpunten | Sets | Sets | Sets  |
| # | Ploeg                  | Punten | W           | V           | W          | V          | Ratio      | W    | V    | Ratio |
| - | ---------------------- | ------ | ----------- | ----------- | ---------- | ---------- | ---------- | ---- | ---- | ----- |
| 1 | Summer / Sweat         | 5      | 2           | 1           | 137        | 119        | 1,151      | 5    | 2    | 2,500 |
| 2 | Masjkova / Samalikova  | 5      | 2           | 1           | 122        | 109        | 1,119      | 4    | 2    | 2,000 |
| 3 | Davidova / Sjtsjypkova | 5      | 2           | 1           | 138        | 132        | 1,045      | 4    | 4    | 1,000 |
| 4 | Rimser / Plesiutschnig | 3      | 0           | 3           | 99         | 136        | 0,728      | 1    | 6    | 0,167 |

| Datum      |                        | Score |                        | Set 1   | Set 2   | Set 3   |
| ---------- | ---------------------- | ----- | ---------------------- | ------- | ------- | ------- |
| 28 juli    | Summer / Sweat         | 2 – 0 | Rimser / Plesiutschnig | 21 – 15 | 21 – 14 |         |
| 28 juli    | Davidova / Sjtsjypkova | 0 – 2 | Masjkova / Samalikova  | 18 – 21 | 16 – 21 |         |
| 30 juli    | Summer / Sweat         | 2 – 0 | Masjkova / Samalikova  | 21 – 15 | 25 – 23 |         |
| 30 juli    | Davidova / Sjtsjypkova | 2 – 1 | Rimser / Plesiutschnig | 21 – 13 | 16 – 21 | 15 – 7  |
| 1 augustus | Summer / Sweat         | 1 – 2 | Davidova / Sjtsjypkova | 17 – 21 | 21 – 16 | 11 – 15 |
| 1 augustus | Masjkova / Samalikova  | 2 – 0 | Rimser / Plesiutschnig | 21 – 15 | 21 – 14 |         |

### Groep F
| # | Ploeg                | Punten | Wedstrijden | Wedstrijden | Spelpunten | Spelpunten | Spelpunten | Sets | Sets | Sets  |
| # | Ploeg                | Punten | W           | V           | W          | V          | Ratio      | W    | V    | Ratio |
| - | -------------------- | ------ | ----------- | ----------- | ---------- | ---------- | ---------- | ---- | ---- | ----- |
| 1 | Hermannová / Sluková | 6      | 3           | 0           | 126        | 72         | 1,750      | 6    | 0    | MAX   |
| 2 | Lehtonen / Lahti     | 5      | 2           | 1           | 109        | 88         | 1,239      | 4    | 2    | 2,000 |
| 3 | Filippo / Erika      | 4      | 1           | 2           | 108        | 135        | 0,800      | 2    | 5    | 0,400 |
| 4 | Alfaro / Charles     | 3      | 0           | 3           | 94         | 142        | 0,662      | 1    | 6    | 0,167 |

| Datum   |                      | Score |                  | Set 1   | Set 2   | Set 3   |
| ------- | -------------------- | ----- | ---------------- | ------- | ------- | ------- |
| 29 juli | Hermannová / Sluková | 2 – 0 | Alfaro / Charles | 21 – 9  | 21 – 10 |         |
| 29 juli | Lehtonen / Lahti     | 2 – 0 | Filippo / Erika  | 21 – 13 | 21 – 9  |         |
| 30 juli | Hermannová / Sluková | 2 – 0 | Filippo / Erika  | 21 – 11 | 21 – 17 |         |
| 30 juli | Lehtonen / Lahti     | 2 – 0 | Alfaro / Charles | 21 – 15 | 21 – 9  |         |
| 31 juli | Hermannová / Sluková | 2 – 0 | Lehtonen / Lahti | 21 – 8  | 21 – 17 |         |
| 31 juli | Filippo / Erika      | 2 – 1 | Alfaro / Charles | 21 – 17 | 22 – 24 | 15 – 10 |

### Groep G
| # | Ploeg                  | Punten | Wedstrijden | Wedstrijden | Spelpunten | Spelpunten | Spelpunten | Sets | Sets | Sets  |
| # | Ploeg                  | Punten | W           | V           | W          | V          | Ratio      | W    | V    | Ratio |
| - | ---------------------- | ------ | ----------- | ----------- | ---------- | ---------- | ---------- | ---- | ---- | ----- |
| 1 | Pavan / Humana-Paredes | 6      | 3           | 0           | 128        | 92         | 1,391      | 6    | 0    | MAX   |
| 2 | Flier / van Iersel     | 5      | 2           | 1           | 148        | 151        | 0,980      | 4    | 4    | 1,000 |
| 3 | Yue / Wang             | 4      | 1           | 2           | 137        | 135        | 1,015      | 3    | 5    | 0,600 |
| 4 | Menegatti / Perry      | 3      | 0           | 3           | 120        | 155        | 0,774      | 2    | 6    | 0,333 |

| Datum   |                        | Score |                    | Set 1   | Set 2   | Set 3   |
| ------- | ---------------------- | ----- | ------------------ | ------- | ------- | ------- |
| 28 juli | Pavan / Humana-Paredes | 2 – 0 | Flier / van Iersel | 21 – 13 | 23 – 21 |         |
| 28 juli | Yue / Wang             | 2 – 1 | Menegatti / Perry  | 19 – 21 | 21 – 10 | 15 – 6  |
| 30 juli | Yue / Wang             | 1 – 2 | Flier / van Iersel | 20 – 22 | 21 – 19 | 12 – 15 |
| 30 juli | Pavan / Humana-Paredes | 2 – 0 | Menegatti / Perry  | 21 – 16 | 21 – 13 |         |
| 31 juli | Pavan / Humana-Paredes | 2 – 0 | Yue / Wang         | 21 – 16 | 21 – 13 |         |
| 31 juli | Menegatti / Perry      | 1 – 2 | Flier / van Iersel | 18 – 21 | 24 – 22 | 12 – 15 |

### Groep H
| # | Ploeg                    | Punten | Wedstrijden | Wedstrijden | Spelpunten | Spelpunten | Spelpunten | Sets | Sets | Sets  |
| # | Ploeg                    | Punten | W           | V           | W          | V          | Ratio      | W    | V    | Ratio |
| - | ------------------------ | ------ | ----------- | ----------- | ---------- | ---------- | ---------- | ---- | ---- | ----- |
| 1 | Elize Maia / Taiana Lima | 6      | 3           | 0           | 142        | 120        | 1,183      | 6    | 2    | 3,000 |
| 2 | Heidrich / Vergé-Dépré   | 5      | 2           | 1           | 141        | 110        | 1,282      | 5    | 2    | 2,500 |
| 3 | Barbara / Fernanda       | 4      | 1           | 2           | 134        | 102        | 1,314      | 3    | 4    | 0,750 |
| 4 | Manhica / Muianga        | 3      | 0           | 3           | 41         | 126        | 0,325      | 0    | 6    | 0,000 |

| Datum   |                          | Score |                          | Set 1   | Set 2   | Set 3   |
| ------- | ------------------------ | ----- | ------------------------ | ------- | ------- | ------- |
| 28 juli | Barbara / Fernanda       | 1 – 2 | Taiana Lima / Elize Maia | 21 – 10 | 16 – 21 | 15 – 17 |
| 28 juli | Heidrich / Vergé-Dépré   | 2 – 0 | Manhica / Muianga        | 21 – 10 | 21 – 8  |         |
| 29 juli | Barbara / Fernanda       | 2 – 0 | Manhica / Muianga        | 21 – 4  | 21 – 6  |         |
| 29 juli | Heidrich / Vergé-Dépré   | 1 – 2 | Taiana Lima / Elize Maia | 24 – 26 | 21 – 11 | 10 – 15 |
| 31 juli | Taiana Lima / Elize Maia | 2 – 0 | Manhica / Muianga        | 21 – 5  | 21 – 8  |         |
| 31 juli | Barbara / Fernanda       | 0 – 2 | Heidrich / Vergé-Dépré   | 21 – 23 | 19 – 21 |         |

### Groep I
| # | Ploeg                      | Punten | Wedstrijden | Wedstrijden | Spelpunten | Spelpunten | Spelpunten | Sets | Sets | Sets  |
| # | Ploeg                      | Punten | W           | V           | W          | V          | Ratio      | W    | V    | Ratio |
| - | -------------------------- | ------ | ----------- | ----------- | ---------- | ---------- | ---------- | ---- | ---- | ----- |
| 1 | Maria Antonelli / Carol    | 6      | 3           | 0           | 138        | 74         | 1,865      | 6    | 1    | 6,000 |
| 2 | Hughes / Claes             | 5      | 2           | 1           | 129        | 104        | 1,240      | 5    | 2    | 2,500 |
| 3 | Pischke / Broder           | 4      | 1           | 2           | 100        | 105        | 0,952      | 2    | 4    | 0,500 |
| 4 | Nzayisenga / Mutatsimpundu | 2      | 0           | 3           | 42         | 126        | 0,333      | 0    | 6    | 0,000 |

| Datum   |                         | Score |                            | Set 1   | Set 2   | Set 3  |
| ------- | ----------------------- | ----- | -------------------------- | ------- | ------- | ------ |
| 28 juli | Hughes / Claes          | 2 – 0 | Pischke / Broder           | 21 – 15 | 21 – 14 |        |
| 28 juli | Maria Antonelli / Carol | 2 – 0 | Nzayisenga / Mutatsimpundu | 21 – 0  | 21 – 0  |        |
| 29 juli | Maria Antonelli / Carol | 2 – 0 | Pischke / Broder           | 21 – 14 | 21 – 15 |        |
| 29 juli | Hughes / Claes          | 2 – 0 | Nzayisenga / Mutatsimpundu | 21 – 10 | 21 – 11 |        |
| 31 juli | Maria Antonelli / Carol | 2 – 1 | Hughes / Claes             | 18 – 21 | 21 – 16 | 15 – 8 |
| 31 juli | Pischke / Broder        | 2 – 0 | Nzayisenga / Mutatsimpundu | 21 – 12 | 21 – 9  |        |

### Groep J
| # | Ploeg               | Punten | Wedstrijden | Wedstrijden | Spelpunten | Spelpunten | Spelpunten | Sets | Sets | Sets  |
| # | Ploeg               | Punten | W           | V           | W          | V          | Ratio      | W    | V    | Ratio |
| - | ------------------- | ------ | ----------- | ----------- | ---------- | ---------- | ---------- | ---- | ---- | ----- |
| 1 | Betschart / Hüberli | 6      | 3           | 0           | 139        | 117        | 1,188      | 6    | 1    | 6,000 |
| 2 | Wilkerson / Bansley | 5      | 2           | 1           | 120        | 86         | 1,395      | 4    | 2    | 2,000 |
| 3 | Zonta / Gallay      | 4      | 1           | 2           | 112        | 132        | 0,848      | 3    | 4    | 0,750 |
| 4 | Gabi / Agudo        | 3      | 0           | 3           | 90         | 126        | 0,714      | 0    | 6    | 0,000 |

| Datum   |                     | Score |                     | Set 1   | Set 2   | Set 3   |
| ------- | ------------------- | ----- | ------------------- | ------- | ------- | ------- |
| 28 juli | Wilkerson / Bansley | 2 – 0 | Zonta / Gallay      | 21 – 12 | 21 – 10 |         |
| 28 juli | Betschart / Hüberli | 2 – 0 | Gabi / Agudo        | 21 – 18 | 21 – 15 |         |
| 30 juli | Wilkerson / Bansley | 2 – 0 | Gabi / Agudo        | 21 – 11 | 21 – 11 |         |
| 30 juli | Betschart / Hüberli | 2 – 1 | Zonta / Gallay      | 21 – 15 | 19 – 21 | 15 – 12 |
| 31 juli | Betschart / Hüberli | 2 – 0 | Wilkerson / Bansley | 21 – 17 | 21 – 19 |         |
| 31 juli | Zonta / Gallay      | 2 – 0 | Gabi / Agudo        | 21 – 17 | 21 – 18 |         |

### Groep K
| # | Ploeg           | Punten | Wedstrijden | Wedstrijden | Spelpunten | Spelpunten | Spelpunten | Sets | Sets | Sets  |
| # | Ploeg           | Punten | W           | V           | W          | V          | Ratio      | W    | V    | Ratio |
| - | --------------- | ------ | ----------- | ----------- | ---------- | ---------- | ---------- | ---- | ---- | ----- |
| 1 | Ross / Fendrick | 6      | 3           | 0           | 140        | 106        | 1,321      | 6    | 1    | 6,000 |
| 2 | Bawden / Clancy | 5      | 2           | 1           | 141        | 145        | 0,972      | 4    | 4    | 1,000 |
| 3 | Xue / Wang      | 4      | 1           | 2           | 145        | 140        | 1,036      | 4    | 4    | 1,000 |
| 4 | Laird / Ngauamo | 3      | 0           | 3           | 105        | 140        | 0,750      | 1    | 6    | 0,167 |

| Datum   |                 | Score |                 | Set 1   | Set 2   | Set 3   |
| ------- | --------------- | ----- | --------------- | ------- | ------- | ------- |
| 28 juli | Bawden / Clancy | 2 – 1 | Laird / Ngauamo | 19 – 21 | 22 – 20 | 15 – 7  |
| 28 juli | Ross / Fendrick | 2 – 1 | Xue / Wang      | 21 – 17 | 20 – 22 | 15 – 9  |
| 30 juli | Bawden / Clancy | 2 – 1 | Xue / Wang      | 18 – 21 | 21 – 19 | 17 – 15 |
| 30 juli | Ross / Fendrick | 2 – 0 | Laird / Ngauamo | 21 – 11 | 21 – 18 |         |
| 31 juli | Bawden / Clancy | 0 – 2 | Ross / Fendrick | 16 – 21 | 13 – 21 |         |
| 31 juli | Laird / Ngauamo | 0 – 2 | Xue / Wang      | 11 – 21 | 17 – 21 |         |

### Groep L
| # | Ploeg                     | Punten | Wedstrijden | Wedstrijden | Spelpunten | Spelpunten | Spelpunten | Sets | Sets | Sets  |
| # | Ploeg                     | Punten | W           | V           | W          | V          | Ratio      | W    | V    | Ratio |
| - | ------------------------- | ------ | ----------- | ----------- | ---------- | ---------- | ---------- | ---- | ---- | ----- |
| 1 | Kolocová / Kvapilová      | 6      | 3           | 0           | 184        | 170        | 1,082      | 6    | 3    | 2,000 |
| 2 | Schwaiger / Schützenhöfer | 5      | 2           | 1           | 159        | 150        | 1,060      | 5    | 3    | 1,667 |
| 3 | Birlova / Makrogoezova    | 4      | 1           | 2           | 144        | 144        | 1,000      | 3    | 4    | 0,750 |
| 4 | Radarong / Udomchavee     | 3      | 0           | 3           | 133        | 156        | 0,853      | 2    | 6    | 0,333 |

| Datum   |                           | Score |                        | Set 1   | Set 2   | Set 3   |
| ------- | ------------------------- | ----- | ---------------------- | ------- | ------- | ------- |
| 28 juli | Kolocová / Kvapilová      | 2 – 1 | Birlova / Makrogoezova | 27 – 29 | 27 – 25 | 15 – 10 |
| 28 juli | Schwaiger / Schützenhöfer | 2 – 1 | Radarong / Udomchavee  | 21 – 16 | 20 – 22 | 17 – 15 |
| 29 juli | Schwaiger / Schützenhöfer | 2 – 0 | Birlova / Makrogoezova | 23 – 21 | 21 – 17 |         |
| 29 juli | Kolocová / Kvapilová      | 2 – 1 | Radarong / Udomchavee  | 21 – 14 | 20 – 22 | 15 – 13 |
| 31 juli | Birlova / Makrogoezova    | 2 – 0 | Radarong / Udomchavee  | 21 – 15 | 21 – 16 |         |
| 31 juli | Schwaiger / Schützenhöfer | 1 – 2 | Kolocová / Kvapilová   | 29 – 31 | 21 – 13 | 7 – 15  |

### Tussenronde
De vier beste nummers drie hebben zich direct geplaatst voor de zestiende finales, terwijl de overige acht teams zich via een play-off probeerden te plaatsen voor de laatste 32.
| #  | Ploeg                  | Punten | Wedstrijden | Wedstrijden | Spelpunten | Spelpunten | Spelpunten | Sets | Sets | Sets  |
| #  | Ploeg                  | Punten | W           | V           | W          | V          | Ratio      | W    | V    | Ratio |
| -- | ---------------------- | ------ | ----------- | ----------- | ---------- | ---------- | ---------- | ---- | ---- | ----- |
| 1  | Agatha / Duda          | 5      | 2           | 1           | 133        | 110        | 1,209      | 4    | 3    | 1,333 |
| 2  | Davidova / Sjtsjypkova | 5      | 2           | 1           | 138        | 132        | 1,045      | 4    | 4    | 1,000 |
| 3  | Xue / Wang             | 4      | 1           | 2           | 145        | 140        | 1,036      | 4    | 4    | 1,000 |
| 4  | Barbara / Fernanda     | 4      | 1           | 2           | 134        | 102        | 1,314      | 3    | 4    | 0,750 |
| 5  | Glenzke / Großner      | 4      | 1           | 2           | 123        | 116        | 1,060      | 3    | 4    | 0,750 |
| 6  | Birlova / Makrogoezova | 4      | 1           | 2           | 144        | 144        | 1,000      | 3    | 4    | 0,750 |
| 7  | Zonta / Gallay         | 4      | 1           | 2           | 112        | 132        | 0,848      | 3    | 4    | 0,750 |
| 8  | Yue / Wang             | 4      | 1           | 2           | 137        | 135        | 1,015      | 3    | 5    | 0,600 |
| 9  | Bieneck / Schneider    | 4      | 1           | 2           | 116        | 121        | 0,959      | 2    | 4    | 0,500 |
| 10 | Pischke / Broder       | 4      | 1           | 2           | 100        | 105        | 0,952      | 2    | 4    | 0,500 |
| 11 | Lidy / Leila           | 4      | 1           | 2           | 104        | 114        | 0,912      | 2    | 4    | 0,500 |
| 12 | Filippo / Erika        | 4      | 1           | 2           | 108        | 135        | 0,800      | 2    | 5    | 0,400 |

| Datum      |                        | Score |                     | Set 1   | Set 2   | Set 3  |
| ---------- | ---------------------- | ----- | ------------------- | ------- | ------- | ------ |
| 1 augustus | Glenzke / Großner      | 2 – 0 | Filippo / Erika     | 21 – 12 | 21 – 18 |        |
| 1 augustus | Birlova / Makrogoezova | 0 – 2 | Lidy / Leila        | 14 – 21 | 19 – 21 |        |
| 1 augustus | Zonta / Gallay         | 2 – 1 | Pischke / Broder    | 18 – 21 | 21 – 19 | 15 – 7 |
| 1 augustus | Yue / Wang             | 2 – 1 | Bieneck / Schneider | 21 – 19 | 18 – 21 | 15 – 7 |

## Knockoutfase

### Finales
| Finale |                      |    |    |    |
|        |                      |    |    |    |
| 4      | Ludwig / Walkenhorst | 19 | 21 | 15 |
| 14     | Ross / Fendrick      | 21 | 13 | 9  |

| Kleine finale |                        |    |    |    |
|               |                        |    |    |    |
| 1             | Larissa / Talita       | 21 | 16 | 18 |
| 7             | Pavan / Humana-Parades | 12 | 21 | 16 |

### Bovenste helft
| Zestiende finale | Zestiende finale         | Zestiende finale | Zestiende finale | Zestiende finale |  |    | Achtste finale           | Achtste finale          | Achtste finale | Achtste finale | Achtste finale |  |  | Kwartfinale | Kwartfinale             | Kwartfinale | Kwartfinale | Kwartfinale |  |  | Halve finale | Halve finale         | Halve finale | Halve finale | Halve finale |
|                  |                          |                  |                  |                  |  |    |                          |                         |                |                |                |  |  |             |                         |             |             |             |  |  |              |                      |              |              |              |
| 1                | Larissa / Talita         | 21               | 21               |                  |  |    |                          |                         |                |                |                |  |  |             |                         |             |             |             |  |  |              |                      |              |              |              |
| 34               | Zonta / Gallay           | 12               | 14               |                  |  |    | 1                        | Larissa / Talita        | 21             | 21             |                |  |  |             |                         |             |             |             |  |  |              |                      |              |              |              |
| 29               | Masjkova / Samalikova    | 24               | 18               |                  |  | 17 | Heidrich / Vergé-Dépré   | 19                      | 16             |                |                |  |  |             |                         |             |             |             |  |  |              |                      |              |              |              |
| 17               | Heidrich / Vergé-Dépré   | 26               | 21               |                  |  |    |                          |                         |                |                |                |  |  | 1           | Larissa / Talita        | 21          | 21          |             |  |  |              |                      |              |              |              |
| WC               | Maria Antonelli / Carol  | 20               | 21               | 15               |  |    |                          |                         |                |                |                |  |  | WC          | Maria Antonelli / Carol | 17          | 17          |             |  |  |              |                      |              |              |              |
| 11               | Bawden / Clancy          | 22               | 18               | 12               |  |    | WC                       | Maria Antonelli / Carol | 21             | 21             |                |  |  |             |                         |             |             |             |  |  |              |                      |              |              |              |
| 20               | Davidova / Sjtsjypkova   | 21               | 23               | 11               |  | 32 | Elize Maia / Taiana Lima | 9                       | 19             |                |                |  |  |             |                         |             |             |             |  |  |              |                      |              |              |              |
| 32               | Elize Maia / Taiana Lima | 18               | 25               | 15               |  |    |                          |                         |                |                |                |  |  |             |                         |             |             |             |  |  | 1            | Larissa / Talita     | 19           | 16           |              |
| 5                | Summer / Sweat           | 16               | 21               | 15               |  |    |                          |                         |                |                |                |  |  |             |                         |             |             |             |  |  | 4            | Ludwig / Walkenhorst | 21           | 21           |              |
| 38               | Xue / Wang               | 21               | 12               | 10               |  |    | 5                        | Summer / Sweat          | 17             | 22             | 15             |  |  |             |                         |             |             |             |  |  |              |                      |              |              |              |
| 42               | Flier / van Iersel       | 12               | 17               |                  |  | 13 | Kolocová / Kvapilová     | 21                      | 20             | 12             |                |  |  |             |                         |             |             |             |  |  |              |                      |              |              |              |
| 13               | Kolocová / Kvapilová     | 21               | 21               |                  |  |    |                          |                         |                |                |                |  |  | 5           | Summer / Sweat          | 15          | 14          |             |  |  |              |                      |              |              |              |
| 16               | Hughes / Claes           | 21               | 21               |                  |  |    |                          |                         |                |                |                |  |  | 4           | Ludwig / Walkenhorst    | 21          | 21          |             |  |  |              |                      |              |              |              |
| 23               | Elsa / Amaranta          | 16               | 18               |                  |  |    | 16                       | Hughes / Claes          | 16             | 16             |                |  |  |             |                         |             |             |             |  |  |              |                      |              |              |              |
| 18               | Yue / Wang               | 19               | 14               |                  |  | 4  | Ludwig / Walkenhorst     | 21                      | 21             |                |                |  |  |             |                         |             |             |             |  |  |              |                      |              |              |              |
| 4                | Ludwig / Walkenhorst     | 21               | 21               |                  |  |    |                          |                         |                |                |                |  |  |             |                         |             |             |             |  |  |              |                      |              |              |              |

### Onderste helft
| Zestiende finale | Zestiende finale          | Zestiende finale | Zestiende finale | Zestiende finale |  |    | Achtste finale       | Achtste finale         | Achtste finale | Achtste finale | Achtste finale |  |  | Kwartfinale | Kwartfinale            | Kwartfinale | Kwartfinale | Kwartfinale |  |  | Halve finale | Halve finale           | Halve finale | Halve finale | Halve finale |
|                  |                           |                  |                  |                  |  |    |                      |                        |                |                |                |  |  |             |                        |             |             |             |  |  |              |                        |              |              |              |
| 22               | Meppelink / van Gestel    | 16               | 19               |                  |  |    |                      |                        |                |                |                |  |  |             |                        |             |             |             |  |  |              |                        |              |              |              |
| 26               | Lidy / Leila              | 21               | 21               |                  |  |    | 26                   | Lidy / Leila           | 19             | 21             | 15             |  |  |             |                        |             |             |             |  |  |              |                        |              |              |              |
| 15               | Wilkerson / Bansley       | 21               | 21               |                  |  | 15 | Wilkerson / Bansley  | 21                     | 16             | 17             |                |  |  |             |                        |             |             |             |  |  |              |                        |              |              |              |
| WC               | Borger / Kozuch           | 16               | 19               |                  |  |    |                      |                        |                |                |                |  |  | 15          | Wilkerson / Bansley    | 16          | 10          |             |  |  |              |                        |              |              |              |
| 14               | Ross / Fendrick           | 10               | 21               | 15               |  |    |                      |                        |                |                |                |  |  | 14          | Ross / Fendrick        | 21          | 21          |             |  |  |              |                        |              |              |              |
| 25               | Day / Branagh             | 21               | 18               | 11               |  |    | 14                   | Ross / Fendrick        | 19             | 23             | 15             |  |  |             |                        |             |             |             |  |  |              |                        |              |              |              |
| 3                | Agatha / Duda             | 16               | 21               | 14               |  | 6  | Hermannová / Sluková | 21                     | 21             | 9              |                |  |  |             |                        |             |             |             |  |  |              |                        |              |              |              |
| 6                | Hermannová / Sluková      | 21               | 19               | 16               |  |    |                      |                        |                |                |                |  |  |             |                        |             |             |             |  |  | 14           | Ross / Fendrick        | 19           | 21           | 15           |
| 7                | Pavan / Humana-Parades    | 21               | 21               |                  |  |    |                      |                        |                |                |                |  |  |             |                        |             |             |             |  |  | 7            | Pavan / Humana-Parades | 21           | 16           | 11           |
| 8                | Barbara / Fernanda        | 16               | 10               |                  |  |    | 7                    | Pavan / Humana-Parades | 21             | 23             |                |  |  |             |                        |             |             |             |  |  |              |                        |              |              |              |
| 12               | Schwaiger / Schützenhöfer | 14               | 17               |                  |  | 10 | Betschart / Hüberli  | 17                     | 21             |                |                |  |  |             |                        |             |             |             |  |  |              |                        |              |              |              |
| 10               | Betschart / Hüberli       | 21               | 21               |                  |  |    |                      |                        |                |                |                |  |  | 7           | Pavan / Humana-Parades | 21          | 21          |             |  |  |              |                        |              |              |              |
| 27               | Gordon / Saxton           | 14               | 15               |                  |  |    |                      |                        |                |                |                |  |  | 2           | Laboureur / Sude       | 15          | 16          |             |  |  |              |                        |              |              |              |
| 19               | Lethonen / Lahti          | 21               | 21               |                  |  |    | 19                   | Lethonen / Lahti       | 17             | 19             |                |  |  |             |                        |             |             |             |  |  |              |                        |              |              |              |
| 28               | Glenzke / Großner         | 14               | 12               |                  |  | 2  | Laboureur / Sude     | 21                     | 21             |                |                |  |  |             |                        |             |             |             |  |  |              |                        |              |              |              |
| 2                | Laboureur / Sude          | 21               | 21               |                  |  |    |                      |                        |                |                |                |  |  |             |                        |             |             |             |  |  |              |                        |              |              |              |

1997 ·
1999 ·
2001 ·
2003 ·
2005 ·
2007 ·
2009 ·
2011 ·
2013 ·
2015 ·
2017 ·
2019 ·
2022 ·
2023